# Edderkopaber
Edderkopaber (Ateles), også kaldet edderkoppeaber, er en slægt af primater i familien Atelidae. Disse dyr er med deres lange lemmer og den lange gribehale tilpasset et liv i træerne. Slægten omfatter syv arter, der findes i Mellem- og Sydamerika.

## Udseende
Pelsen er kort og grov og dens farve varierer alt efter art og alder fra grågul over brun til sort med en oftest lysere underside. Det nøgne ansigt er oftest sort, men kan være rødligt. Kropsbygningen er slank, halen er længere end kroppen og meget bevægelig og kan anvendes som gribehale. Hænderne er krogformede med en rudimentær tommelfinger. Kropslængden er 38 til 63 cm og halen 50 til 90 cm. Vægten er 7-9 kg, undertiden op til 11 kg. Der er ingen stor forskel på vægten af de to køn.

## Udbredelse
Edderkopaber er udbredt fra det sydlige Mexico til Bolivia og det centrale Brasilien. Her lever de i skove, mest dybt inde i regnskoven.

## Levevis
De bevæger sig adræt gennem grenværket, hvor halen bruges som en ekstra hånd. Gribehalen kan også anvendes til at løfte genstande. Edderkopaber kan hænge i længere tid i en enkelt hånd eller en enkelt fod eller i halen og er næsten så akrobatiske i træerne som gibboner.
Om morgenen begiver de sig ud for at finde føde og tilbringer herefter resten af dagen i hvile. De lever sammen i grupper på oftest 12 til 35 dyr, men deler sig ofte i mindre grupper på 2 til 5 dyr under fødesøgningen. De lever mest af frugter (omkring 80–89 %), men æder også blade og anden planteføde.

### Formering
Edderkopaber har en lav forplantningsrate, idet der for en hun kan gå 2 til 4 år mellem hver unge. Ungen er kønsmoden i en alder af fire til fem år.

## Arter
Der findes syv arter i slægten edderkopaber:
- Ateles belzebuth
- Sort edderkopabe, Ateles chamek
- Ateles fusciceps
- Gylden edderkopabe (sorthåndet eller Geoffroys edderkopabe), Ateles geoffroyi
- Diadem-edderkopabe (hvidskægget edderkopabe), Ateles hybridus
- Ateles marginatus
- Ateles paniscus